# Långt ner i halsen
Långt ner i halsen (Deep Throat) är en amerikansk porrfilm som hade premiär i USA den 15 november 1972. För manus och regi svarade Gerard Damiano och Linda Lovelace och Harry Reems spelar huvudrollerna.
Filmen hade svensk premiär den 8 januari 1973 på biografen Hollywood i Stockholm och den distribuerades av Imperial Film. Filmen blev av Statens Biografbyrå klassad som "gul", det vill säga tillåten från 15 år, utan ingrepp.

## Handling
Den kvinnliga huvudpersonen (Lovelace) har aldrig fått orgasm. När en läkare undersöker henne upptäcker han att hennes klitoris sitter i halsen i stället för på sin vanliga plats. När hon prövar oralsex med honom och tar in hela hans lem i munnen – därav filmens titel – får hon sin första orgasm, blir sexterapeut och hittar så småningom en man med mycket stort organ som hon gifter sig med.
I en berömd scen häller Reems Coca Cola i Lovelace vagina och dricker den med sugrör samtidigt som de har samlag.

## Om filmen
- Filmen marknadsfördes som "Linda Lovelace is Deep Throat".
- Den stora gimmicken i filmen, och enligt många[1] den enda anledningen till att filmen blev en succé, är de två oralsexscenerna där Lovelace utför djup oralsex. Hennes prestationer är inte ett filmtrick utan beror på att Lovelace kunde förflytta delar av sin matstrupe så att en hel penis fick rum. Efter henne har flera andra kvinnliga skådespelare använt samma teknik.
- Långt ner i halsen var inte den första hårdporrfilmen som visades på amerikanska biografer.
- Filmen förbjöds i 23 amerikanska delstater.

## Kontroversen kring filmen
New Yorks borgmästare John Lindsay väckte åtal mot filmen då den ansågs obscen, men medan fallet undersöktes fick den stor publicitet. Domstolen beordrade filmbolaget att betala 3 miljoner dollar i böter; en dom som senare upphävdes. President Richard Nixon uttryckte ganska snabbt sin avsky mot filmen. Flera mycket kända personer, bland andra Frank Sinatra, Truman Capote, Shirley MacLaine, USA:s vicepresident Spiro Agnew och Sammy Davis Jr, såg filmen helt öppet och visade på annat sätt intresse för den.
Den stora massmediala uppmärksamhet filmen fick i USA gällde yttrandefriheten: skulle pornografisk film få visas på bio eller inte? USA:s högsta domstol ansåg att pornografisk film löd under yttrandefriheten.
Filmens titel gav namn åt den hemliga källa som avslöjade Watergate-skandalen, se Deep Throat (Watergate).
Det har gjorts en dokumentär om filmen, Inside Deep Throat.